# Ephestia animella
Ephestia animella is een vlinder uit de familie snuitmotten (Pyralidae). De wetenschappelijke naam is voor het eerst geldig gepubliceerd in 1998 door Nupponen & Junnilainen.
De soort komt voor in Europa.